# Línea 127 (Rosario)
La Línea 127 es una línea de transporte urbano de pasajeros de la ciudad de Rosario, Argentina. Es administrada por Movi. 
Anteriormente el servicio de la línea 127 era prestado desde sus orígenes y bajo la denominación de línea 15 por Cooperativa Obrera de Transporte 25 de Mayo S.R.L., luego por Cooperativa de Transporte 25 de Mayo S.R.L., Empresa de Transporte de Pasajeros 25 de Mayo S.R.L. (cambiando su denminación a línea 15 Roja, y luego de 1986 a línea 127), Transportes General Manuel Belgrano S.A., nuevamente Empresa de Transporte de Pasajeros 25 de Mayo S.R.L., y finalmente Empresa Mixta de Transporte de Rosario Sociedad Anónima -EMTRSA-, desde 2007 hasta el 31 de diciembre de 2018, ya que desde el 1° de enero de 2019 es administrada por la empresa EL Cacique Ros. 
En el 2022, el Cacique Ros se retira de la ciudad y el recorrido es cubierto por Movi.

## Recorridos

### 127
Servicio diurno y nocturno.
|  | STR+l | STR+r |  |

|  | STR | BHF | CONTg |

|  | STR | BHF | CONTg |

| ARCH | STR | BHF | CONTg |

|  | STR | BHF | CONTg |

|  | STR | BHF | CONTg |

| CONTf | BHF | STR |  |

| CONTf | BHF | BHF | CONTg |

| CONTf | BHF | STR |  |

|  | STRl | ABZg+r |  |

|  |  | BHF |

|  |  | BHF |

|  |  | STR+lBUEq |

|  |  | BHF |

|  |  | BHF |

|  |  | BHF |

|  |  | BHF |

|  |  | BHF |

|  |  | KBHFe |